# Municipio de Decatur (condado de Clearfield)
El municipio de Decatur (en inglés: Decatur Township) es un municipio ubicado en el condado de Clearfield en el estado estadounidense de Pensilvania. En el año 2000 tenía una población de 2.974 habitantes y una densidad poblacional de 30.1 personas por km².

## Geografía
El municipio de Decatur se encuentra ubicado en las coordenadas 40°54′00″N 78°14′29″O / 40.90000, -78.24139.

## Demografía
Según la Oficina del Censo en 2000 los ingresos medios por hogar en la localidad eran de $32,000 y los ingresos medios por familia eran de $35,270. Los hombres tenían unos ingresos medios de $26,784 frente a los $17,300 para las mujeres. La renta per cápita de la localidad era de $17,485. Alrededor del 13,7% de la población estaba por debajo del umbral de pobreza.